# Fairy Tail (sezonul 2)
Fairy Tail Sezonul 2 (2010-2011)
Episoadele din sezonul doi al seriei anime Fairy Tail se bazează pe seria manga Fairy Tail de Hiro Mashima. Sezonul dou din Fairy Tail, serie de anime, este regizat de Shinji Ishihira și produs de A-1 Pictures și Satelight și a început să fie difuzat pe data de 11 octombrie 2010 la TV Tokyo și s-a încheiat la data de 28 martie 2011.
Episoadele din sezonul doi al seriei anime Fairy Tail fac referire la alianța Fairy Tail cu alte bresle pentru a distruge breasla întunecată Oracion Seis, ajutați de dragon slayerul Wendy Marvell și un reformat Jellal Fernandez. Ultimele patru episoade formează arcul Daphne, în care Gray Fullbuster trădează aparent breasla și o ajută pe Daphne, un vrăjitor ce vrea să-l captureze pe Natsu pentru a conduce un dragon artificial.

## Lista episoadelor
| Nr. Ep. Original | Nr. Ep. Serie | Nr. Ep. Sezon | Titlu                                                       | Apariție          |
| ---------------- | ------------- | ------------- | ----------------------------------------------------------- | ----------------- |
| 49               | 49            | 1             | Ziua întâlnirii predestinate                                | 11 octombrie 2010 |
| 50               | 50            | 2             | Cerere specială: Fii atentă după băiatul de care îți place! | 18 octombrie 2010 |
| 51               | 51            | 3             | Dragoste și noroc                                           | 25 octombrie 2010 |
| 52               | 52            | 4             | Forțe aliate, adunați-vă!                                   | 1 noiembrie 2010  |
| 53               | 53            | 5             | Apare Oracion Seis!                                         | 3 noiembrie 2010  |
| 54               | 54            | 6             | Fecioara cerului                                            | 15 noiembrie 2010 |
| 55               | 55            | 7             | Fata și stafia                                              | 22 noiembrie 2010 |
| 56               | 56            | 8             | Dead Grand Prix                                             | 29 noiembrie 2010 |
| 57               | 57            | 9             | Întuneric                                                   | 6 decembrie 2010  |
| 58               | 58            | 10            | Împrăștierea cerească                                       | 13 decembrie 2010 |
| 59               | 59            | 11            | Amintirile lui Jellal                                       | 20 decembrie 2010 |
| 60               | 60            | 12            | Marșul distrugerii                                          | 27 decembrie 2010 |
| 61               | 61            | 13            | Super lupta aeriană: Natsu vs. Cobra!                       | 10 ianuarie 2011  |
| 62               | 62            | 14            | Magicianul sfânt Jura                                       | 17 ianuarie 2011  |
| 63               | 63            | 15            | Sunt cuvintele tale                                         | 24 ianuarie 2011  |
| 64               | 64            | 16            | Zero                                                        | 31 ianuarie 2011  |
| 65               | 65            | 17            | De la Pegasus pentru zâne                                   | 7 februarie 2011  |
| 66               | 66            | 18            | Puterea memoriilor                                          | 14 februarie 2011 |
| 67               | 67            | 19            | Sunt cu tine                                                | 21 februarie 2011 |
| 68               | 68            | 20            | O breaslă pentru o persoană                                 | 28 februarie 2011 |
| 69               | 69            | 21            | Chemarea dragonului                                         | 7 martie 2011     |
| 70               | 70            | 22            | Natsu vs. Gray!                                             | 14 martie 2011    |
| 71               | 71            | 23            | Prietenia va învinge moartea                                | 21 martie 2011    |
| 72               | 72            | 24            | Magicienii Breslei Fairy Tail                               | 28 martie 2011    |